# High Heat Major League Baseball 2002
A High Heat Major League Baseball 2002 vagy más címen High Heat Baseball 2002, baseball-videójáték, a High Heat Major League Baseball sorozat negyedik tagja, melyet a Team .366 és a Möbius Entertainment fejlesztett és a The 3DO Company jelentetett meg. A játék 2001 márciusában jelent meg Microsoft Windows, PlayStation és PlayStation 2 platformokra, melyeket 2001 szeptemberében egy Game Boy Advance-átirat követett. A játék borítóján Vladimir Guerrero Montreal Expos-jobbkülső szerepel.

## Fejlesztés
A 3DO a játék fejlesztésének egyik legfőbb célkitűzésének a mérkőzések hosszának lerövidítését tette meg: a sorozat korábbi tagjaiban egy meccs közel 1 óráig is tarthatott, ami nagyban lerontotta az alkalmi játékok lehetőségét. Kivágták a programból a játékok közötti nélkülözhető animációkat, így egy teljes mérkőzés akár kevesebb mint 20 perc alatt is lejátszható.
A fejlesztőcsapat másik fontos célkitűzése a grafika feljavítása volt. A PlayStation 2- és a Windows-változatokban a játékosmodellek körülbelül 6000 poligonból állnak, szemben az előző játék 3000 poligonos modelljeivel. A program a játékosok arcának kirajzolásához 180 egyedi textúratérképet is tartalmaz, valamint 300 új animáció is helyet kapott. A sorozat korábbi tagjaival ellentétben a bírók és az edzők poligonmodelleket kaptak, illetve a stadionokban a kijelzők is valós adatokat mutatnak. A stadionok körülbelül 10 000 poligonból állnak. A PlayStation-verzió is jelentős grafikai frissítést kapott. A grafika mellett a hangokra is nagyobb figyelmet fordítottak; a sorozat korábbi tagjaiban hallható Ted Robinson hangkommentátort Dave O’Brien váltotta, akit Ray Fosse szakkommentátor egészít ki.
PlayStation 2-verzióból számos a korábbi kiadásokban megtalálható opció, így a franchise, a hazafutás-verseny, az ütőgyakorlat játékmódok, illetve az új játékosok megalkotásának lehetősége is hiányzik. A játéknak egy Game Boy Color-átirata is fejlesztés alatt állt, azonban az végül nem jelent meg.

## Fogadtatás
| Összegzőoldal | Értékelés | Értékelés | Értékelés | Értékelés |
| Összegzőoldal | GBA       | PC        | PS        | PS2       |
| ------------- | --------- | --------- | --------- | --------- |
| Metacritic    | 62/100    | 76/100    | 66/100    | 76/100    |

| Szerző          | Értékelés | Értékelés | Értékelés | Értékelés |
| Szerző          | GBA       | PC        | PS        | PS2       |
| --------------- | --------- | --------- | --------- | --------- |
| 576 KByte       | N/A       | 77/100    | N/A       | N/A       |
| CGSP            | N/A       | [ 13 ]    | N/A       | N/A       |
| CGW             | N/A       | [ 14 ]    | N/A       | N/A       |
| Edge            | 6/10      | N/A       | N/A       | N/A       |
| EGM             | 7,5/10    | N/A       | 5,33/10   | 7,17/10   |
| Game Informer   | 7,5/10    | N/A       | N/A       | 7,75/10   |
| GamePro         | [ 21 ]    | N/A       | N/A       | [ 22 ]    |
| GameRevolution  | N/A       | N/A       | B−        | B         |
| GameSpot        | 6/10      | 7,8/10    | 5,7/10    | 6,1/10    |
| GameSpy         | 82%       | 80%       | N/A       | 80%       |
| GameZone        | 9/10      | 9/10      | 9,9/10    | 8,5/10    |
| IGN             | 4,5/10    | 7,8/10    | 7/10      | 8,5/10    |
| Next Generation | N/A       | N/A       | N/A       | [ 41 ]    |
| Nintendo Power  | [ 42 ]    | N/A       | N/A       | N/A       |
| OPM (US)        | N/A       | N/A       | [ 43 ]    | [ 44 ]    |
| PC Gamer (US)   | N/A       | 85%       | N/A       | N/A       |
| Maxim           | N/A       | N/A       | N/A       | [ 46 ]    |
| Playboy         | N/A       | N/A       | N/A       | 75%       |

A Metacritic kritikaösszegző weboldal adatai szerint a játék Windows- és a PlayStation 2-verziói „általánosságban kedvező”, míg a Game Boy Advance- és a PlayStation-verziói „megosztott vagy átlagos” kritikai fogadtatásban részesült. A Nintendo Power pozitív kritikával illette a játék Game Boy Advance-változatát, míg a GamePro már negatívabban értékelte azt. Az Edge 6/10 pontot adott a játék Game Boy Advance-verziójára, megjegyezve, hogy „Amíg az amerikai játékosok boldogan megvitathatják a csapatok játékoskereteinek előnyeit és hátrányait, nehéz elképzelni, hogy a brit játékosok képesek hasonló érzelmi kapocs kialakítására.” Christopher Allen az AllGame hasábjain 4/5 csillagra értékelte a játék Windows-változatát, kiemelve, hogy „A High Heat Major League Baseball 2002 a statisztikák óriási mennyisége, a jól összerakott játékmenet és a testreszabhatósági lehetőségek lavinaszerű áradatával minden baseballőrültnek kötelező vétel. A nagy rajongóbázis és többjátékos lehetőségek hosszú időre biztosítani fogják a játék frissességét. A javítófoltokkal orvosolható égbekiáltó szoftverhibák okozta gyötrő irritációtól eltekintve a játék 2001-ig a baseball legpontosabb ábrázolása számítógépeken.” Tom Carroll ugyanazon weboldalon 3/5 csillagra értékelte a játék PlayStation 2-verzióját, kiemelve, hogy „még annak ellenére sem valami szép játék, hogy a jelenleg piacon lévő baseballcímek egyik legátfogóbbika.” Rob Smolka a Next Generationnek írt cikkében a játék PlayStation 2-változatát „minden komoly PS2-es baseballrajongónak kötelező vételnek” nyilvánította. Glenn Rubenstein az Extended Playben ugyanennek a verziónak 3/5 csillagot adott és megjegyezte, hogy „semmi esetre sem rossz játék, azonban hiányzik a másik két játékban [All-Star Baseball 2002 és Triple Play Baseball] megtalálható csiszoltság és átfogóság.” Az 576 KByte szerkesztője 77/100-as pontszámot adott a játék Windows-verziójára, dicsérve a „szemet gyönyörködtetően látványos” grafikát és a hangulatot, azonban az irányítást és a „ronda” menürendszert már negatívumként emelte ki. A játék mélységét pozitívumként és negatívumként is felhozta; megjegyzte, hogy a sport rajongói akár órákat is eltölthetnek a statisztikák böngészésével, azonban azt is hozzátette, hogy „Talán nem szerencsés Magyarországon ilyen programot forgalmazni, de ha már valaki úgy döntött, hogy a hazai piacon bepróbálkozik ezzel az alapvetően amerikai játékkal, nem feltétlen a sport profi szimulációjára kéne törekednünk. Mert a High Heat 2002 már-már baseball szimulátor.”
A Computer Games Magazine és a PC Gamer US is 2001 legjobb sportjátékának választotta a játékot, utóbbi „bármelyik sporton alapuló legjobb szimulációnak” nevezte azt.

## Fordítás
- Ez a szócikk részben vagy egészben  a   High Heat Major League Baseball 2002 című angol Wikipédia-szócikk ezen változatának fordításán alapul.  Az eredeti cikk szerkesztőit annak laptörténete sorolja fel. Ez a jelzés csupán a megfogalmazás eredetét és a szerzői jogokat jelzi, nem szolgál a cikkben szereplő információk forrásmegjelöléseként.